# The Unwritten
The Unwritten é uma série de revistas em quadrinho americana escrita por Mike Carey, ilustrada por Peter Gross e publicada pela Vertigo, uma linha editorial da DC Comics. Tematicamente, a série lida com o impacto que a fama e a celebridade tem na vida de um indivíduo, e como a consciência humana se relaciona com mundos ficcionais. O protagonista é "Tom Taylor", um rapaz que serviu de inspiração para uma série de livros infanto-juvenis de fantasia, similar à série Harry Potter. Carey se inspirou, entretanto, não em Potter para a concepção do personagem central, mas na vida de Christopher Milne, filho de A. A. Milne, autor da série Ursinho Pooh. Milne serviu de inspiração para o personagem "Christopher Robin", e cresceu traumatizado com a ideia de que seu pai havia tomado dele e comercializado sua infância. A série começou a ser publicada em 2009 e no ano seguinte foi indicada ao Eisner Awards na categoria "Melhor Série".